# Feuchtwald
Als Feuchtwald werden je nach Zusammenhang verschiedene Waldtypen bezeichnet. Der Begriff ist nicht eindeutig definiert und bezeichnet teilweise eine Obergruppe, zu der auch Regenwälder gehören (vergleiche den englischen Begriff moist forest), teilweise werden auch beide Begriffe synonym verwendet.
Tropische und subtropische Feuchtwälder sind der 
- Monsunwald und der
- Lorbeerwald

Speziell nach ihrer geographischen Lage benannt sind 
- Feuchtwälder in den Caatinga-Exklaven (saisonale Laubwälder)
- Kubanische Feuchtwälder

Der World Wide Fund for Nature klassifiziert tropische Feuchtwälder als Tropical and subtropical moist broadleaf forests (TSMF), also Tropische und subtropische feuchte Laubwälder.